# الأرتيسونات/أموياكوين
الأرتيسونات/أمودياكين Artesunate/amodiaquine (الاسم التجاري Coarsucam) هو علاج بشكل توليفية قائمة على مادة الأرتيميسينين ذات الجرعة الثابتة، يستطب لعلاج الملاريا المنجلية الحادة غير المصحوبة بمضاعفات.
تم إطلاقه في عام 2007 كعلاج للملاريا بأسعار معقولة، التي وضعتها DNDi في شراكة مع شركة سانوفي أفنتيس. هذا الدواء ذو لا يملك براءة اختراع.
أظهرت التجارب السريرية في وقت مبكر أن الجرعة لمرة واحدة في اليوم كانت فعالة. في وقت لاحق أظهر سريريا بأنه فعال على قدم المساواة مع أرتيميثير/وميفانترين ("كوارتيم")، على الرغم من أنه من المرجح أن يكون أكثر فعالية نظرا لأن جرعته مرة واحدة في اليوم مقارنة مع الأرتيميثير/ وميفانترين جرعته مرتين يوميا.